# Неруда, Ян
Ян Не́помук Не́руда (чеш. Jan Nepomuk Neruda, 9 июля 1834, Прага — 22 августа 1891, там же) — чешский писатель, поэт и журналист, крупнейший в Чехии представитель критического реализма.

## Биография
Родился в 1834 году в Праге в семье торговца. Обучался праву и философии. После учёбы работал преподавателем, а в 1860 году устроился на работу в местную газету в качестве журналиста. Несмотря на то, что Неруда так никогда и не женился, он поддерживал близкие отношения с писательницей Каролиной Светлой.
Вступив в литературу в тяжёлые времена, Неруда, с детства наблюдавший полную тягот и лишений жизнь пражских бедняков, отразил суровую действительность в своём первом сборнике стихов — «Кладбищенские цветы» (1857). Его сборник «Книги стихов», вышедший в 1868 году, поднимает проблемы социального гнёта и конфликтов в чешском обществе. Наиболее известной прозаической работой писателя стал выпущенный в 1877 году сборник коротких рассказов «Малостранские повести».
Ян Неруда умер в 1891 году и был похоронен на Вышеградском кладбище в Праге. После смерти его именем была названа одна из городских улиц. 
По некоторым, не вполне надёжным данным, фамилию Яна Неруды выбрал в качестве своего псевдонима чилийский поэт, лауреат Нобелевской премии по литературе Пабло Неруда (настоящее имя Нефтали Рикардо Рейес Басоальто; 1904—1973). Сам Пабло Неруда не оставил свидетельств такого выбора.

## Избранные работы
- 1857 — «Кладбищенские цветы» (Hřbitovní kvítí)
- 1868 — «Книги стихов» (Knihy veršů)
- 1877 — «Малостранские повести» (Povídky malostranské)
- 1878 — «Космические песни» (Písně kosmické)
- 1883 — «Простые мотивы» (Prosté motivy)
- 1896 — «Песни страстной пятницы» (Zpěvy páteční)

## Издания на русском языке
- Избранное в двух томах. — М., 1959
- Избранное. — М., 1950
- Малостранские повести. — Л.,  1938
- Стихи и повести. — Прага, 1946
- Неделя в тихом доме. — М., 1953
- Малостранские повести. — М., 1975
- Стихотворения. Рассказы. Малостранские повести. — М., 1975
- Малостранские повести. — М., 1983
- Рассказы. — М., 1984
- Малостранские повести. — М.— Прага, 1986

## Память
В 1895 году одна из наиболее живописных, старинных пражских улиц, расположенная в историческом районе Мала-Страна, — Остругова (Шпорная), на которой разворачивается действие многих произведений Яна Неруды, в частности «Малостранских повестей», была переименована в Нерудову в его честь.
На стене дома по Нерудовой, 47, где Ян Неруда жил с 1845 по 1857 год, установлена мемориальная доска.
Гимназия имени Яна Неруды, расположенная в пражском районе Мала-Страна на улице Геллихова, 457/3, — одна из старейших гимназий в Чехии; в 1934 году этому учебному заведению в ознаменование 100-летия со дня рождения писателя было присвоено его имя.
Памятник Яну Неруде работы скульпторов Яна Симоты и Карела Лапки установлен в Петршинских садах в пражском районе Мала-Страна в 1970 году.
В честь Яна Неруды назван астероид главного пояса (1875) Неруда (Neruda), открытый 22 августа 1969 года чешским астрономом Лубошем Когоутеком.
Астронавт НАСА Эндрю Джей Фьюйстел взял с собой в полёт MTKK «Атлантис» по программе «Спейс шаттл» 11—24 мая 2009 г. (STS-125) «Космические песни» (1878) Яна Неруды.